# Chiesa dei Santi Filippo Neri e Teresa d'Avila
La chiesa dei Santi Filippo Neri e Teresa d'Avila è un luogo di culto cattolico situato nel comune di Varese Ligure, in piazza Guglielmo Marconi, in provincia della Spezia. L'edificio è ubicata nella piazza principale del borgo, di fronte al medievale castello dei Fieschi.

## Storia e descrizione

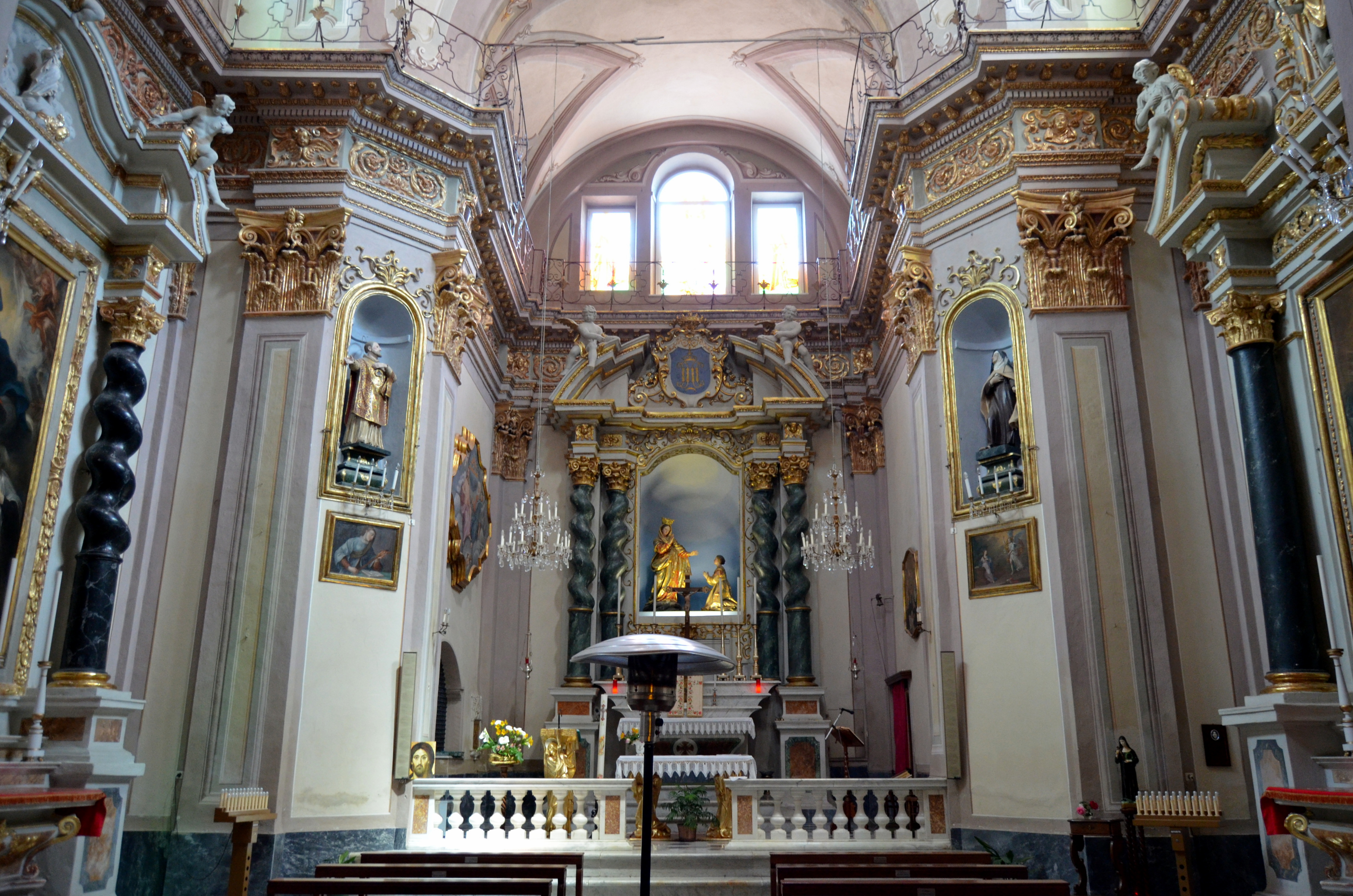
La navata centrale

La sua costruzione avvenne, se si considera il 1676 come l'anno della consacrazione dell'edificio, in un periodo che è databile al XVII secolo. Originariamente fu la chiesa del complesso conventuale delle monache dell'Ordine di Sant'Agostino, convertito poi a monastero di clausura nel 1652 dalla locale Brigida Caranza.
Esternamente presenta una facciata di stile barocco a due ordini, delimitata ai lati da due campanili gemelli; l'interno, a navata unica, è caratterizzato da una pianta a croce greca, spartito da lesene in stile corinzio.
Nell'altare di destra è conservata una tela raffigurante l'Incontro di san Francesco con san Domenico, di fronte, in quello di sinistra, il dipinto con l'Apparizione della Vergine Maria a san Francesco Saverio, tela attribuita al pittore Gregorio De Ferrari. Un gruppo ligneo riproducente la Madonna di Caravaggio, datato al XVIII secolo, è invece conservato sopra l'altare maggiore.